# 天主教加羅林群島教區
天主教加羅林群島教區（拉丁語：Dioecesis Carolinensium）是大洋洲一個羅馬天主教教區，管轄範圍包括帛琉和密克羅尼西亞聯邦兩國。教區屬阿加尼亞總教區。
自治傳教區於1886年5月15日設立，1905年12月19日升為宗座監牧區。宗座監牧區於1911年4月30日升為宗座代牧區，1979年5月3日升為教區。聖座於1993年5月28日宣布馬紹爾群島不再由此教區管轄，並另組馬紹爾群島宗座監牧區。
教區於2006年時有教友68,500人、廿七個堂區和廿七名司鐸。教座位於加羅林群島的楚克。
現任主教為儒略·安克爾，榮休主教為亞孟多·薩莫。